# Ngerjo
Ngerjo is een bestuurslaag in het regentschap Kendal van de provincie Midden-Java, Indonesië. Ngerjo telt 1905 inwoners (volkstelling 2010).